# Rafael Villanueva
Rafael Villanueva Salazar (Lima, 17 de septiembre de 1975) es un exfutbolista peruano. Jugaba de delantero en sus inicios y posteriormente de volante derecho. Tiene 49 años.

## Trayectoria
En 1994 hizo su aparición en el fútbol peruano jugando como delantero en Sport Boys. Tras seis años jugando para el club chalaco es contratado por Alianza Lima, club donde comienza a ser utilizado como volante. Tras su paso por Alianza, su carrera transcurre por diversos equipos como Cienciano, San Martín, Alianza Atlético, Melgar y Sport Ancash. El 2009 regresa al Callao, pero esta vez para jugar por el Total Chalaco.
Tras su retiro fue gerente deportivo de Sport Boys en 2013 y ocupó el mismo cargo en ese club entre septiembre y diciembre del 2021.

## Clubes
| Club                   | País | Año       |
| ---------------------- | ---- | --------- |
| Sport Boys             | Perú | 1994-1999 |
| Alianza Lima           | Perú | 2000      |
| Cienciano              | Perú | 2001      |
| Sport Boys             | Perú | 2001-2003 |
| Deportivo AELU         | Perú | 2003      |
| Universidad San Martín | Perú | 2004      |
| Alianza Atlético       | Perú | 2005      |
| FBC Melgar             | Perú | 2006      |
| Sport Áncash           | Perú | 2007-2008 |
| Total Chalaco          | Perú | 2009      |
| CNI                    | Perú | 2010      |